# 匿名劇壇
匿名劇壇（とくめいげきだん）は、日本の劇団。2011年結成。

## 概要
- 2011年5月、近畿大学 文芸学部 芸術学科 舞台芸術専攻の学生が集まり「匿名劇壇」を結成、旗揚げ公演「HYBRID ITEM」を上演する[2]。

- 2013年、space×drama2013にて優秀劇団に選出される[3]。

- 2014年、芸創セレクション＋に参加して「ポリアモリー・ラブ・アンド・コメディ」を上演する[4]。

- 2015年、AI・HALL 次世代応援企画 break a legに参加して「悪い癖」を上演する[5]。Ｍゲキ→ネクストに参加して「プレゼントタイム・ハローグッバイ」を上演する[6]。

- 2016年、第23回 OMS戯曲賞で、福谷圭祐 作「悪い癖」が大賞を受賞する[7]。

メタフィクションと笑いを取り入れたエンターテインメント性が豊かな作品が多い。

## 劇団員
- 福谷圭祐 - 主宰・劇作家・演出家・役者
- 松原由希子 - 役者
- 芝原里佳 - 役者 [8]
- 東千紗都 - 役者 [9]
- 佐々木誠 - 役者

- 杉原公輔 - 役者 [10]
- 石畑達哉 - 役者 [11]
- 吉本藍子 - 役者 [12]
- ニシノトシヒロ - 舞台監督 [13]
- 竹内桃子 - 制作
- 北村侑也 - 舞台監督・演出補佐
- 片山知音 - 制作

## 公演

### 本公演
| #  | タイトル                                   | 年            | 会場                                                                 |
| -- | ------------------------------------------ | ------------- | -------------------------------------------------------------------- |
|    | HYBRID ITEM                                | 2011年        | 近畿大学 東大阪キャンパス・アート館                                  |
| 1  | PUNK HOLIDAY                               | 2012年        | ウイングフィールド 天劇キネマトロン                                  |
| 2  | 終末の予定                                 | 2013年        | 近畿大学 東大阪キャンパス・アート館                                  |
| 3  | 気持ちいい教育                             | 2013年        | シアトリカル應典院                                                   |
|    | フラッシュフィクション公演vol.1 「Jerk!!」 | 2013年        | カフェ＋ギャラリー can tutku                                         |
| 4  | ポリアモリー・ラブ・アンド・コメディ       | 2014年        | 大阪市立芸術創造館                                                   |
| 5  | 二時間に及ぶ交渉の末                       | 2014年        | シアトリカル應典院                                                   |
| 6  | 悪い癖                                     | 2015年 2017年 | AI・HALL                                                             |
| 7  | プレゼントタイム・ハローグッバイ           | 2015年        | 三重県総合文化センター 小ホール HEP HALL                             |
|    | フラッシュフィクション公演vol.2 「OPEX」   | 2016年        | カフェ＋ギャラリー can tutku                                         |
| 8  | 戸惑えよ                                   | 2016年        | アートグラウンドcocoromi 花まる学習会王子小劇場 宮城野区文化センター |
| 9  | レモンキャンディ                           | 2017年        | シアトリカル應典院 花まる学習会王子小劇場                            |
| 10 | 笑う茶化師と事情女子                       | 2018年        | in→dependent theatre 1st こまばアゴラ劇場                            |
| 11 | ときめく医学と運命的なアイデア             | 2020年        | in→dependent theatre 2nd                                             |
| 12 | 賭けてもいいけど                           | 2021年        | HEP HALL                                                             |

### その他
- 2011年
  - エロロックフェスティバル 11「伊藤丸あい子のめくるめく願望」（中津vi-code）
  - LINX`S 03「救世主」（シアトリカル應典院）
- バンタムクラスステージ・プロデュース公演　短篇集:几帳面独白道化師「チェーホフの銃」（2013年、十三 BlackBoxx）
- 2014年
  - gateユース「奇跡と暴力と沈黙」（京都KAIKA）
  - SP水曜劇場「HYBRID ITEM」（天劇キネマトロン）
  - LINX`S PRIME「夢の忘れ物」「ハイパーフィクション」（TORII HALL）
  - カストリ社「花田一郎の述懐」（SPACE9）
  - 30×30「リーディング・ハイ」（in→dependent theatre 1st）
- トークライブイベント「匿名劇壇の談」（2015年、ロフトプラスワンWEST）
- 中之島春の文化祭2016「ライトノベルが止まらない」（ABCホール）[21]
- 2017年
  - 中之島春の文化祭2017「ライトノベルが止まらない」（ABCホール）[22]
  - 劇王Ⅺ～アジア大会～「コミュニケットボール」（長久手市文化の家　風のホール）
  - INDEPENDENT:17「一人だけ芝居」（in→dependent theatre 2nd）
- 中之島春の文化祭2018「Shovel」（ABCホール）[23]
- 2019年
  - 中之島春の文化祭2019「Ctrl+H」（ABCホール）[24]
  - 大阪御ゑん祭 夫人マクベス「お母さんと一緒」（大阪市立芸術創造館）
  - KAVC FLAG COMPANY2019-2020「大暴力」（神戸アートビレッジセンター）[25][26]
- 2020年
  - ターニングポイントフェス〜関西小劇場演劇祭〜「Shovel」（ABCホール）